# Cetățeanul turmentat

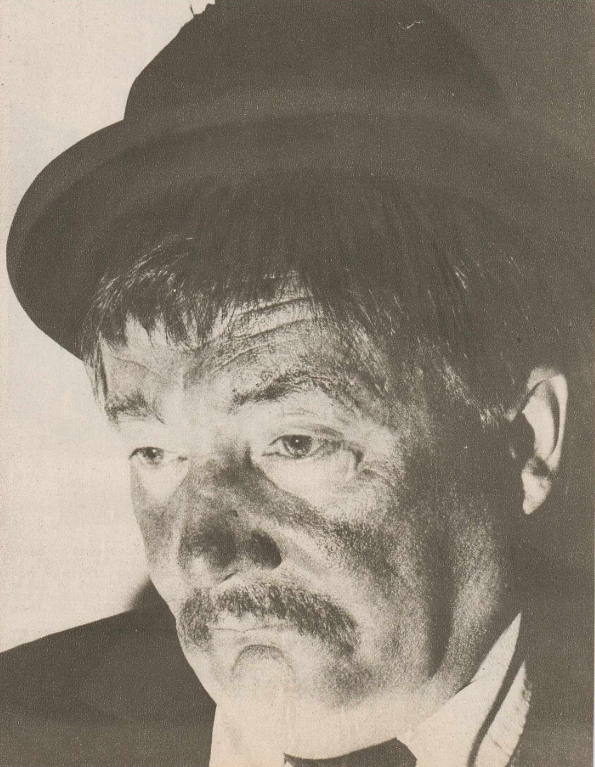
Costache Antoniu în rolul „Cetățeanului turmentat”

Cetățeanul turmentat este un personaj nenominalizat din piesa O scrisoare pierdută de Ion Luca Caragiale, care apare ca un leitmotiv în diferite faze ale evoluției temporale a acțiunii.
În ciuda aparentei prezentări nemăgulitoare, Cetățeanul turmentat reprezintă, dintre toate personajele piesei, singurul care se apropie de omul obișnuit de pe stradă, ale cărui nedumeriri simple, dar pline de bun simț, reflectă deziluzia și chiar consternarea oamenilor normali în fața murdăriei proceselor electorale ale unei democrații aparent participativă, dar falsă și orchestrată în realitate. Cea mai mare nelămurire a sa o reprezintă candidatul pe care să îl aleagă: „Dar eu cu cine votez?”.